# جوشيا هولبروك
يوشيا هولبروك (بالإنجليزية: Josiah Holbrook)‏، (ولد في 1788-توفي عام 1854)، هو مؤسس حركة الليسيوم في الولايات المتحدة. 

## بداية حياته
ولد يوشيا في يوم 17 يونيو عام 1788 وترعرع في مزرعة العائلة في مدينة ديربي، بولاية كونيكتكت. يدعى والده كولونل دانيل هولبروك.

## التعليم
تلقى جوشيا هولبروك تعليماً خاصًا في المقررات التحضيرية لما قبل الكلية تحت يد قس مدينة ديربي في انكلترا أماسا بورتر. التحق بكلية ييل عام 1806، وبينما هو هناك أثر العالم بينجامين سيليمان عليه فجعله مهتماً بالكيمياء وعلم المعادن. تخرج من الكلية عام 1810، وبعدها بدأ جوزيه بتدريس تكنولوجيا الزراعة في شمال شرق الولايات، وقام ايضاً بإلقاء بعض المحاضرات عن الجيولوجيا.. .H

## العائلة
تزوج جوشيا هولبروك من لوسي سويفت عام 1814. وأنجبا طفلان. توفيت زوجته عام 1819. توفي والداه بعدها في نفس الوقت تقريباً بينما ورث هو مزرعة العائلة. تعلم بعدها تربية الحيوانات بالإضافة إلى تقنيات الزراعة العلمية التي كان يعمل بها بالفعل. حيث كان يكرس حياته للزراعة.

## المدارس والليسيوم
أسس جوشيا هولبروك أول مدرسة صناعية في الولايات المتحدة. حيث تأسست هذه المدرسة على غرار أفكار السويسري فيليب إيمانويل فون فيلنبرغ الهندسية الزراعية. كانت مدرسة جوشيا حافز رئيسي للحركة الجديدة في التعليم بالمدارس الثانوية والتدريب الصناعي في الولايات المتحدة. كان جوشيا مصدر الإلهام خلف جمعية الليسيوم الأمريكية، كما تعرف بالجمعية الوطنية الثانية للتعليم، ومن أهدافها: (1) حصول المدارس الخاصة على دعم أفضل من الحكومة. (2) تطوير مهارات المعلمين. (3) الحصول على المقررات التحضيرية لما قبل الكلية في المدارس الخاصة. (4) تطوير كتب المدرسة والمواد التعليمية. (5) تدريس علوم الطبيعة كمادة دائمة. (6) تطوير معدات التدريس. (7) مشاركة النساء الشابات في التعليم المبكر للمهن..  
في بداية عام 1826 نشر جوشيا هولبروك مقاله في مجلة هنري برنارد للتعليم مقترحًا فيه تنظيم مفهوم مدرسة الليسيوم ثم بعدها أسس هولبروك أول مدرسة ليسيوم في الولايات المتحدة تحديداً في بلدة ميلبوري وبعدها أسست في نهاية عام 1826 في ماساتشستس. كما أن البلدات في الولايات الأخرى اتبعت نموذجه. وفي عام 1827 دمجت المدارس الأخرى مع بعضها البعض لتنشأ أول جمعية على الصعيد الوطني لمدارس الليسيوم. أراد جوشيا بنية اجتماعية واسعة تقدم تعليماً مشتركاً للشباب لتساعدهم في مهنهم المستقبلية، لهذا استعمل أرباح عمله الناجح في بوسطن لتقديم المعدات للمؤسسات التعليمية، كما أنه سافر في أنحاء ولايات نيو إنجلاند كي يطور فكرة مدارس الليسيوم مع كتيبات التعليمات التي كتبها والمحاضرات التي ألقاها، بالإضافة إلى أنه عدل ليسيوم العائلة في [عام] 1832-1833. .
ازدهر مفهوم نظام الليسيوم الذي بدأه هولبروك في نيو إنجلاند وفي وسط غرب الولايات المتحدة، أنه قدم كمنصة للتقنيات العلمية والبحوث العلمية والدين و السياسة، وساعد على تعزيز الحاجة إلى نظام تعليمي موحد في الولايات المتحدة الذي سوف يضم تدريب مهني للمعلمين. ضمت مدارس الليسيوم بعض المتكلمين البارزين مثل لويس اقاسيز ودانيل ويبستر واوليفر ويندل هولمز الأب وناثانيل هاوثورن ووليام لويد قاريسون وويندل فليبس وفريدريك دوقليس وأخيراً سوسان أنتوني. حاول هولبروك نشر مدارس الليسيوم عالمياً ولكن على أية حال انتشرت النظم التعليمية الرسمية في المدارس وتوقفت فكرة الليسيوم في بداية القرن 20.

## آخر حياته ووفاته
في أواخر عام 1840 هاجر جوشيا هولبروك إلى واشنطن العاصمة واستمر بكتابة المقالات التي تعزز فكرة مدارس الليسيوم هناك. ذهب إلى رحلات جيولوجية عديدة وفي أحد الرحلات إلى مدينة لنشبورف في فيرجينيا عام 1854 مات جوشيا غرقاً في جدول البلاك واتر.

## أعماله
- الحقول العلمية.

- ليسيوم العائلة.

## References
1. ↑  Site/JosiahHolbrook.html "Josiah Holbrook". The Lyceum Circuit. The E Pluribus Unum Project / Gifted and Talented student programs for the public schools in Worcester, MA. 2016. مؤرشف من الأصل في 2016-07-10. اطلع عليه بتاريخ 2016-08-05. {{استشهاد ويب}}: تحقق من قيمة |مسار أرشيف= (مساعدة)
2. ↑  Site/JosiahHolbrook.html "Josiah Holbrook /  Who he was... / What he did... /Articles he wrote..." Lyceum Site. Assumption College. 2016. مؤرشف من الأصل في 2016-07-10. اطلع عليه بتاريخ 2016-08-05. {{استشهاد ويب}}: تحقق من قيمة |مسار أرشيف= (مساعدة)
3. ↑  "Josiah Holbrook Facts". Your Dictionary. Encyclopedia of World Biography. 2010. مؤرشف من الأصل في 2018-05-30. اطلع عليه بتاريخ 2016-08-05.
4. ↑  Monroe 1911.
5. ↑  Proceedings 1907.
6. ↑  Light 1833.
7. ↑  The New England Farmer. J. Nourse. 1854. ص. 398. مؤرشف من الأصل في 2020-02-29.

## روابط خارجية
- جوشيا هولبروك على موقع الموسوعة البريطانية (الإنجليزية)